# Черановский, Борис Иванович
Бори́с Ива́нович Черано́вский (1 (13) июля 1896, Павловичи, Волынская губерния — 17 декабря 1960, Москва) — советский авиаконструктор.

## Биография
По профессии был художником и скульптором, но в 1920-е годы увлёкся авиацией. В 1924—1927 годах обучался в Военно-воздушной академии.
С 1922 года занят конструированием и постройкой планёров и самолётов типа «летающее крыло», у которых оперение размещается на крыле.
В 1924 году им создан планёр БИЧ-2, в 1927 году БИЧ-6 «Дракон», а в 1929 году БИЧ-9 «Гном», у этих планёров передняя кромка крыла имела в плане вид параболы.

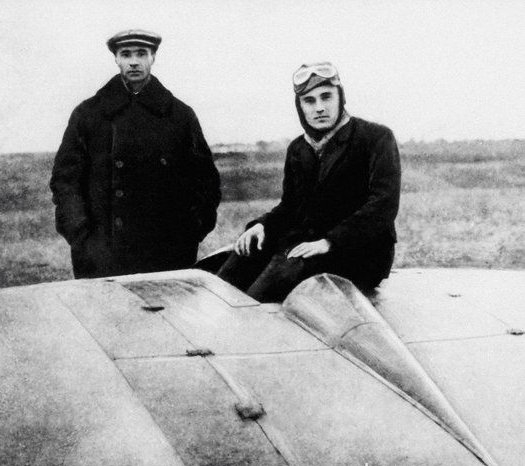
Борис Черановский и Сергей Королёв, БИЧ-8 1929 год

Первым в СССР применил треугольное крыло на планере БИЧ-8 «Треугольник», который в 1929 году совершил 12 успешных полётов.
БИЧ-2 отличался от первых моделей большими размерами и более усовершенствованными деталями. Во время тестирования устройство летало очень устойчиво. Всего совершено 27 полетов, но сам Черановский в своих записках указывал 28 тестирований. После этих исследований БИЧ-2 принято считать первым в мире аппаратом, определяемым как полноценное «летающее крыло», который успешно прошел испытания.
В СССР бытовало мнение, что БИЧ-8 стал первым с таким крылом в плане, хотя в 1926 году полетел всемирно знаменитый самолёт Pterodactyl I конструкции Дж. Хилла британской фирмы Westland. Ещё в 1924 году успешно испытан его безмоторный прообраз. Б. И. Черановский вместе с Дж. Данном, Дж. Хиллом в Британии, С. Бёрджессом и Дж. Нортропом в США, А. Липпишем в Германии являлся пионером и успешным исследователем непростой для управления, но обещающей схемы самолёта.
Борис Черановский создал первые в СССР самолёты БИЧ-3 (1926) и БИЧ-7А (1932, не летал) по аэродинамической схеме «бесхвостка» с центральным вертикальным оперением.
За заслуги в авиастроении Б. И. Черановский был награждён орденом Красной Звезды.